# 玉泉洞

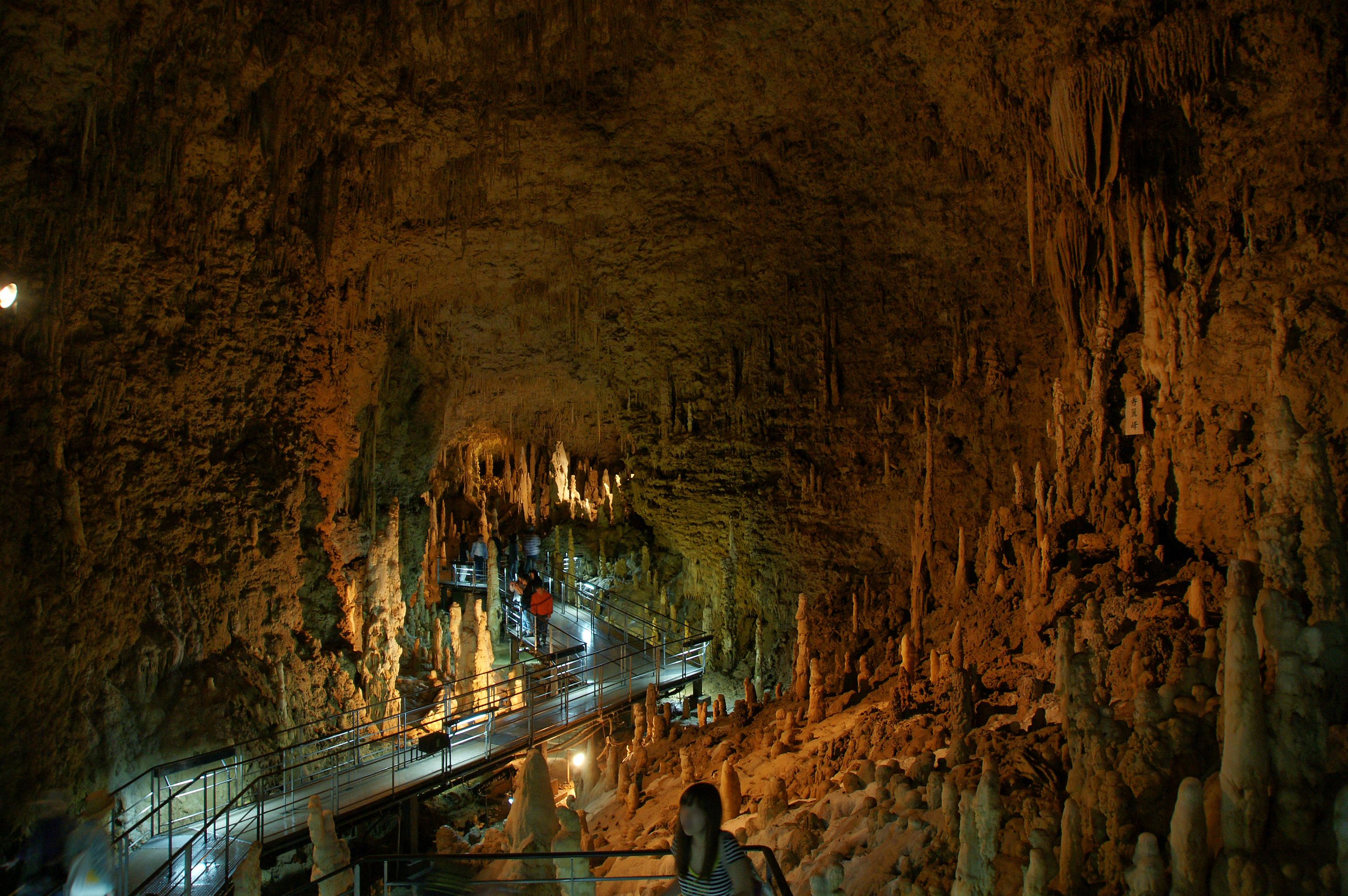
玉泉洞

玉泉洞（ぎょくせんどう）は、沖縄県南城市玉城字前川にある鍾乳洞。広義には沖縄島南部の雄樋川の流域に発達した全長5,000メートルを超える洞窟群をいい、狭義にはこの洞窟群（洞穴群、ケイブシステム）内に位置する前川第6洞をいう。

## 概要
沖縄島中南部には基盤岩となる第三紀泥岩（島尻層群）の上位に第四紀礁性石灰岩（琉球層群）が堆積する地層が分布し、この地域には多くの洞穴が形成されている。周辺の洞穴群（ケイブシステム）は「玉泉洞ケイブシステム」と呼ばれていたが、1971年の鹿島愛彦と山内平三郎の調査報告により「ユヒ川地下川洞穴」と呼ばれるようになった。
この洞窟群（洞穴群）の一部はおきなわワールドの一部として公開されている。洞窟群（洞穴群）全体は31個余の洞穴で構成されており、このうち「おきなわワールド」内には観光洞の玉泉洞を含めて15余の洞穴が存在する。
観光洞としての玉泉洞（狭義）は長さ約800メートルで、観光用に設けられた歩道の最高所は海抜14.4メートル（観光洞入口付近）最低所は海抜4.7メートル（観光洞出口付近）である。
1972年4月28日に観光鍾乳洞「玉泉洞」としてオープンし、1987年9月には世界初となる洞内エスカレーターが設置された。港川へ流れ出る雄樋川（ゆうひがわ）の河谷の東側、地下30メートルに水流があり、これが洞窟内を流れている。上流では雄樋川から流れ込み、下流では再びこの川に流れ入る。
洞内には、オキナワコキクガシラコウモリ、オオウナギ、ミズギワゴミムシ、オヒキコシビロザトウムシ、オビヤスデ、クロイワトカゲモドキなどが生息する。
旧入道口のトンネル状階段は、洞内の一定した温度条件を利用した古酒（クース）の甕の貯蔵場所として利用されている。

## ギャラリー

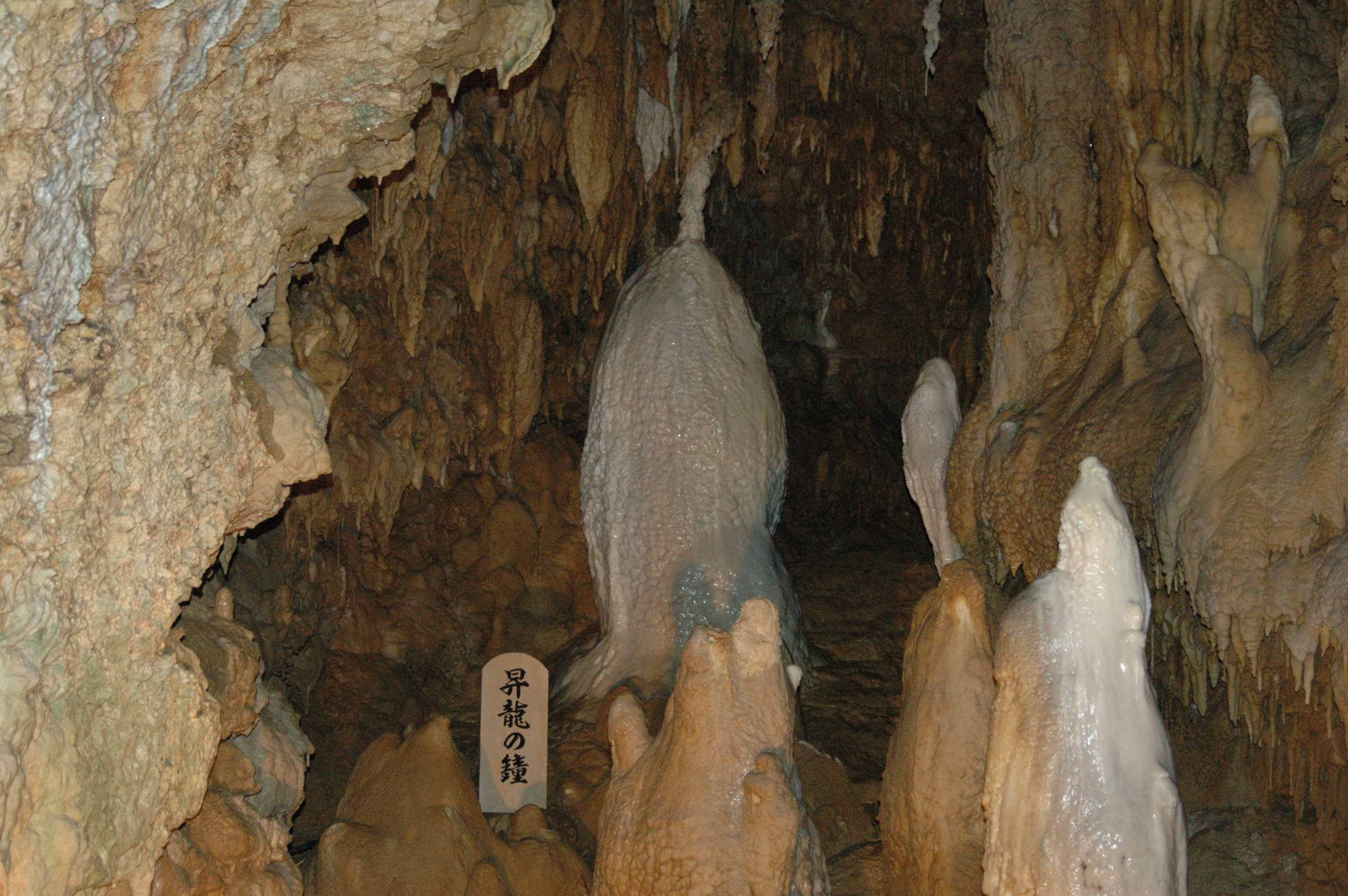
昇龍の鐘
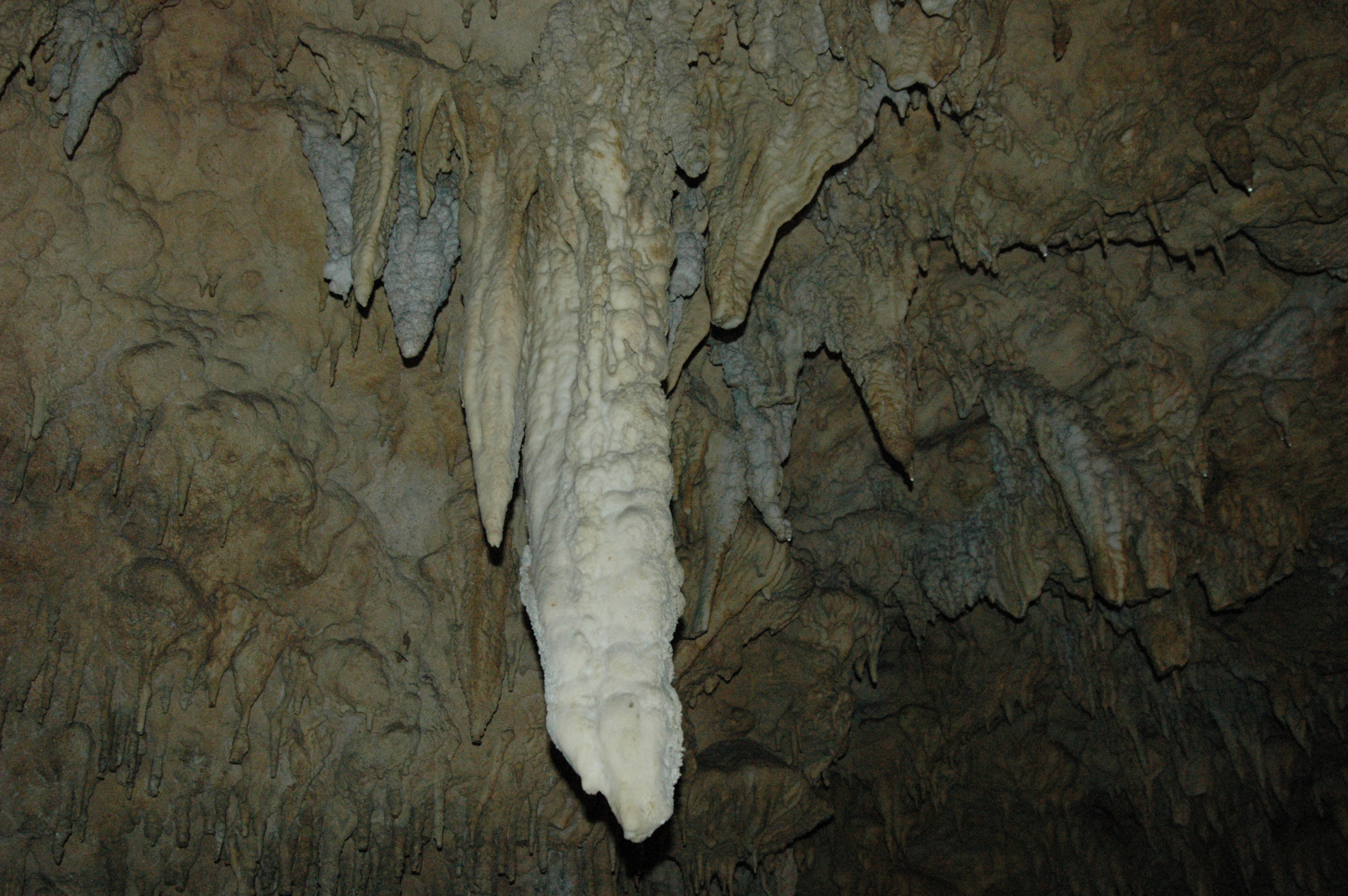
鍾乳石
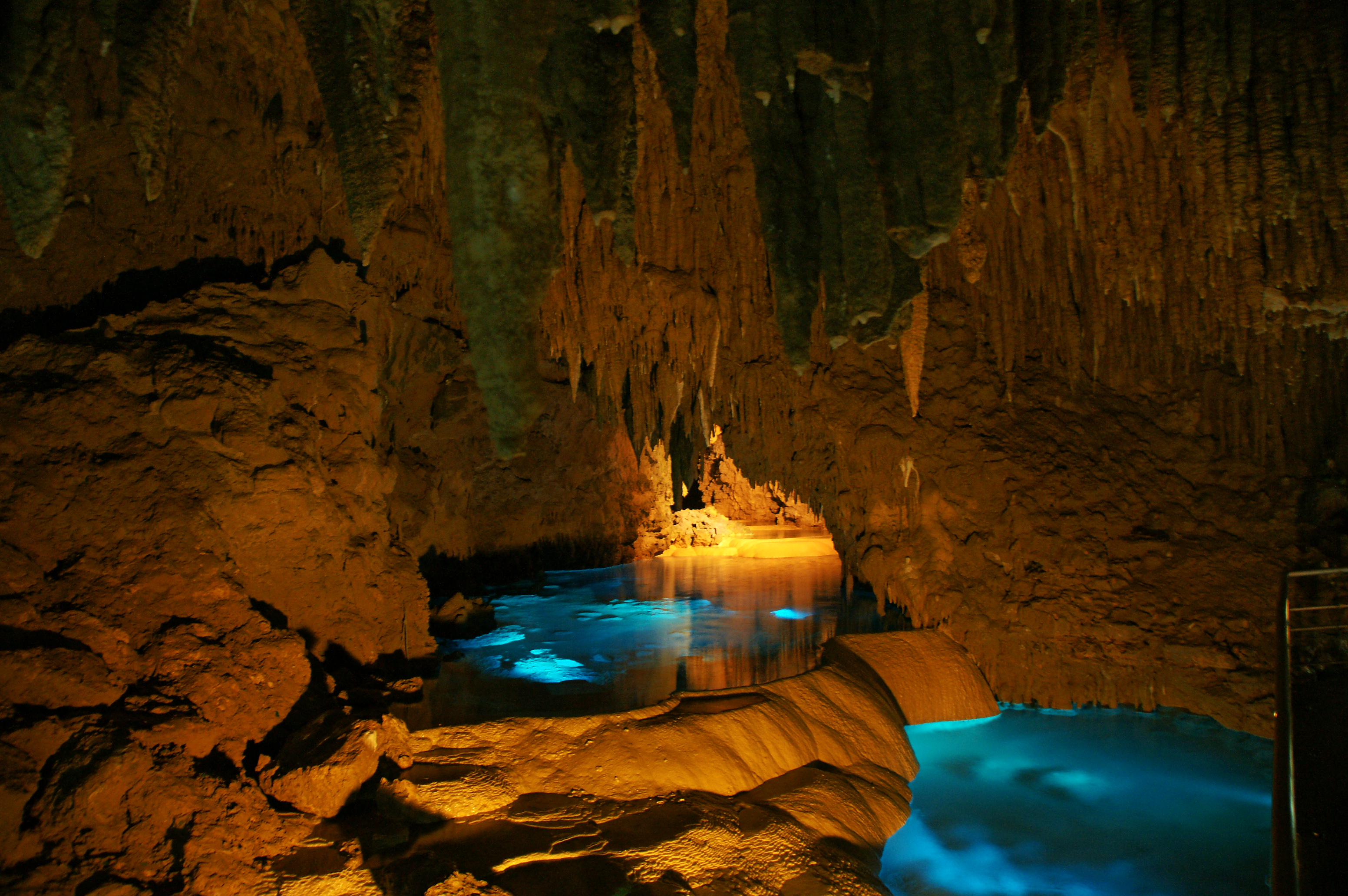
青の泉
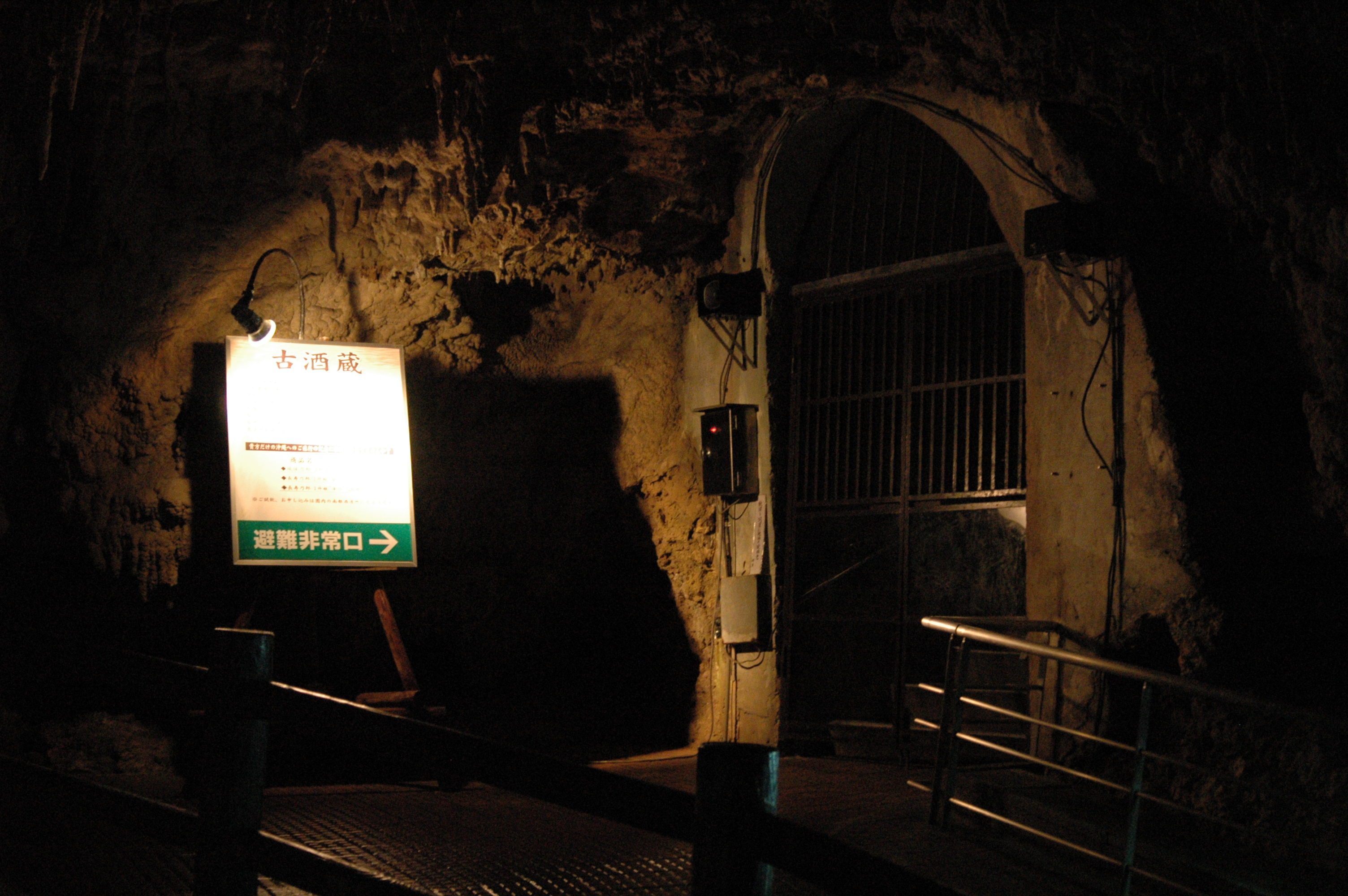
洞内の古酒蔵
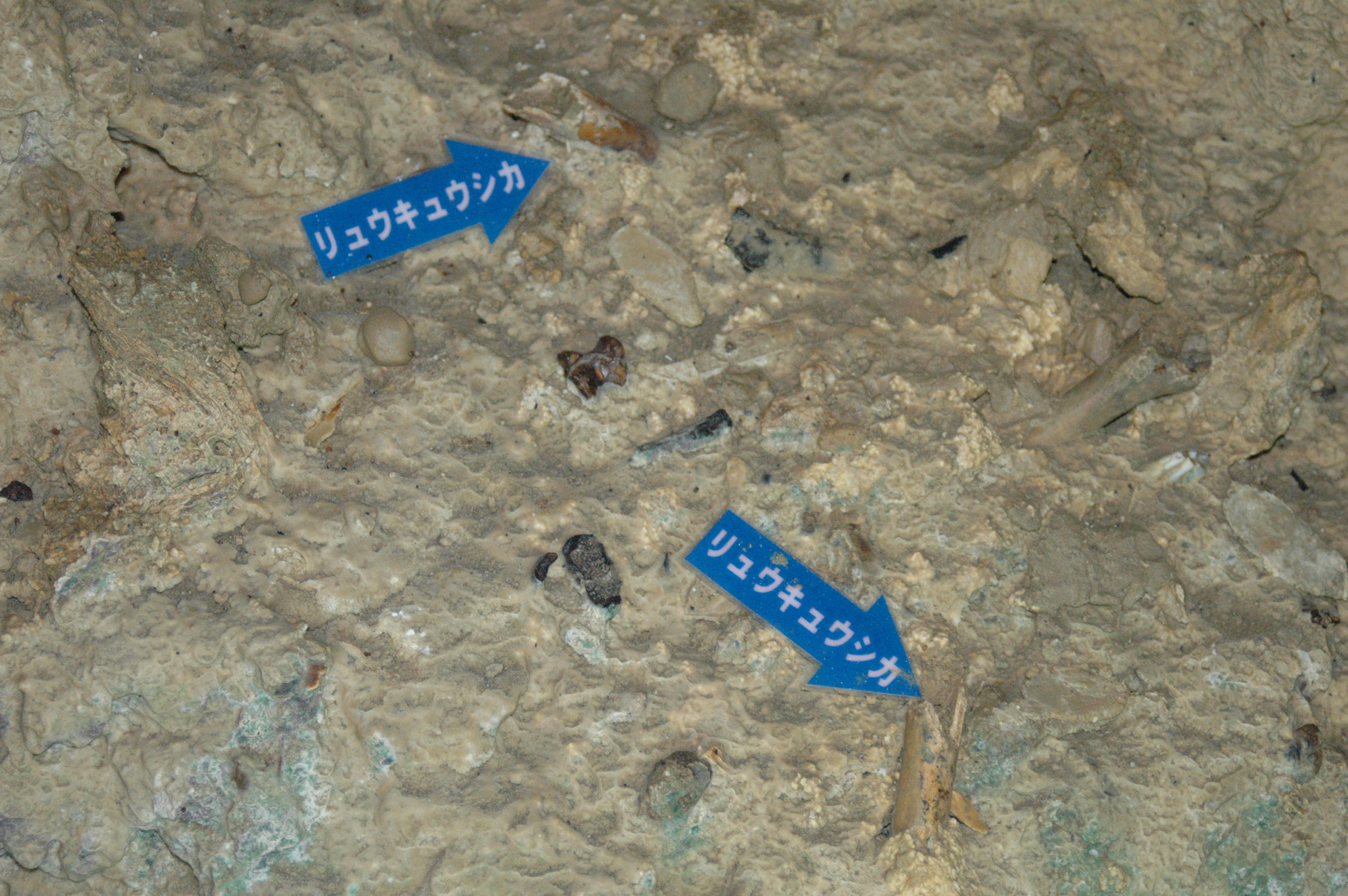
堆積層内に露出した化石群
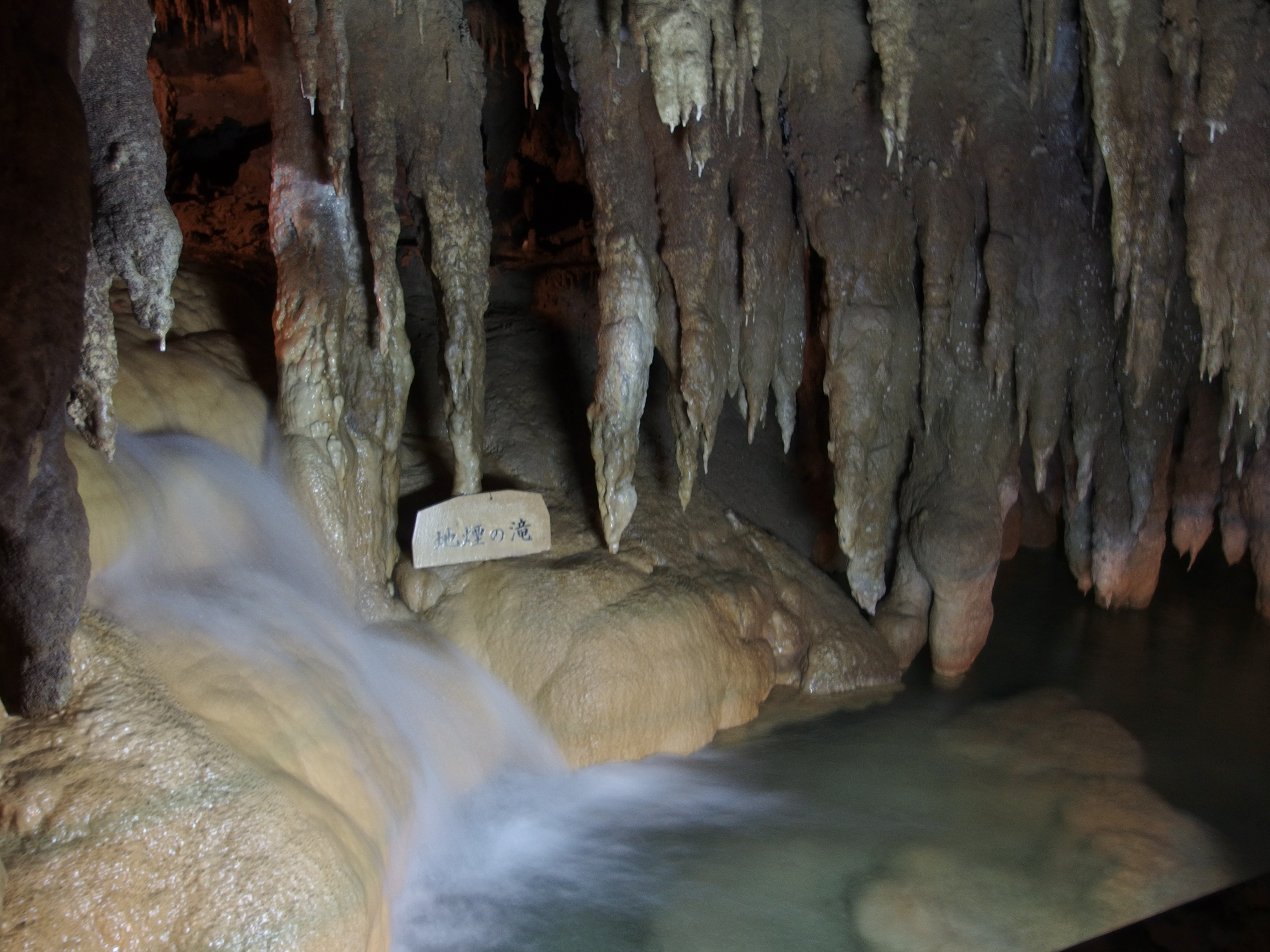
地煙の滝

## 周辺の主な洞窟
- 前川第2洞（マジムン洞）[2]
- 前川第3洞（珍々洞、イキガ洞） - 洞内の天井には層理に沿って落盤したと推測できる跡がある[2]。
- 前川第6洞（玉泉洞）[2]
- 前川第8洞（武芸洞） - 全長40メートル[2]。近隣住民が武芸や踊りの稽古をしていたことに由来する[2]。武芸洞遺跡がある[2]。
- 前川第11洞（天然橋B） - 前川第12洞の西にある[2]。
- 前川第12洞（天然橋C） - 武芸洞の西90メートルにある[2]。
- 前川第13洞（風葬穴）[2]